# Guigneville
|  | Per a altres significats, vegeu «Guigneville-sur-Essonne». |

Guigneville és un municipi francès al departament del Loiret (regió de Centre-Vall del Loira). L'any 2007 tenia 504 habitants.

## Demografia

### Població
El 2007 la població de fet de Guigneville era de 504 persones. Hi havia 199 famílies, de les quals 39 eren unipersonals (23 homes vivint sols i 16 dones vivint soles), 70 parelles sense fills, 78 parelles amb fills i 12 famílies monoparentals amb fills.
La població ha evolucionat segons el següent gràfic:

### Habitatges
El 2007 hi havia 237 habitatges, 200 eren l'habitatge principal de la família, 19 eren segones residències i 17 estaven desocupats. Tots els 237 habitatges eren cases. Dels 200 habitatges principals, 167 estaven ocupats pels seus propietaris, 29 estaven llogats i ocupats pels llogaters i 4 estaven cedits a títol gratuït; 9 tenien dues cambres, 28 en tenien tres, 61 en tenien quatre i 101 en tenien cinc o més. 160 habitatges disposaven pel capbaix d'una plaça de pàrquing. A 62 habitatges hi havia un automòbil i a 125 n'hi havia dos o més.

### Piràmide de població
La piràmide de població per edats i sexe el 2009 era:
| Homes | Edats   | Dones |
| ----- | ------- | ----- |
| 0     | 95 o +  | 0     |
| 4     | 90 a 94 | 0     |
| 0     | 85 a 89 | 20    |
| 0     | 80 a 84 | 4     |
| 24    | 75 a 79 | 12    |
| 4     | 70 a 74 | 12    |
| 12    | 65 a 69 | 20    |
| 8     | 60 a 64 | 12    |
| 8     | 55 a 59 | 8     |
| 8     | 50 a 54 | 8     |
| 20    | 45 a 49 | 12    |
| 20    | 40 a 44 | 16    |
| 20    | 35 a 39 | 24    |
| 20    | 30 a 34 | 8     |
| 12    | 25 a 29 | 20    |
| 4     | 20 a 24 | 4     |
| 12    | 15 a 19 | 12    |
| 20    | 10 a 14 | 28    |
| 8     | 5 a 9   | 16    |
| 8     | 0 a 4   | 16    |

## Economia
El 2007 la població en edat de treballar era de 323 persones, 265 eren actives i 58 eren inactives. De les 265 persones actives 253 estaven ocupades (134 homes i 119 dones) i 12 estaven aturades (4 homes i 8 dones). De les 58 persones inactives 24 estaven jubilades, 20 estaven estudiant i 14 estaven classificades com a «altres inactius».

### Ingressos
El 2009 a Guigneville hi havia 205 unitats fiscals que integraven 524 persones, la mediana anual d'ingressos fiscals per persona era de 19.544 €.

### Activitats econòmiques
Dels 16 establiments que hi havia el 2007, 2 eren d'empreses extractives, 2 d'empreses de fabricació d'altres productes industrials, 1 d'una empresa de construcció, 7 d'empreses de comerç i reparació d'automòbils, 1 d'una empresa de transport, 2 d'empreses de serveis i 1 d'una entitat de l'administració pública.
L'únic servei als particulars que hi havia el 2009 era un guixaire pintor.
L'any 2000 a Guigneville hi havia 30 explotacions agrícoles que ocupaven un total de 2.540 hectàrees.

## Equipaments sanitaris i escolars
El 2009 hi havia una escola elemental integrada dins d'un grup escolar amb les comunes properes formant una escola dispersa.

## Poblacions properes
El següent diagrama mostra les poblacions més properes.